# Biserica „Sf. Dumitru” și „Sf. Gheorghe” din Văleni-Podgoria
Biserica „Sf. Dumitru” și „Sf. Gheorghe este un monument istoric aflat pe teritoriul satului Văleni-Podgoria, a comunei Călinești din județul Argeș. În Repertoriul Arheologic Național, monumentul apare cu codul 15224.01.